# يلوجة
يلوجة هي قرية في مقاطعة خلخال، إيران. عدد سكان هذه القرية هو 252 في سنة 2006.